# Blacus incarinaticeps
Blacus incarinaticeps är en stekelart som beskrevs av Van Achterberg 1988. Blacus incarinaticeps ingår i släktet Blacus och familjen bracksteklar. Inga underarter finns listade.